# Angelo Scuri
Angelo Scuri (Firenze, 24 dicembre 1959) è un ex schermidore italiano, specializzato nel fioretto. Ha vinto una medaglia d'oro nel fioretto maschile a squadre con Stefano Cerioni, Andrea Cipressa e Mauro Numa) ai Giochi olimpici di Los Angeles del 1984. Fiorettista, è cresciuto schermisticamente sotto la guida del Maestro Athos Perone presso lo storico Circolo Scherma Fides di Livorno.

## Palmarès

### Risultati élite
In carriera ha ottenuto i seguenti risultati:
Giochi olimpici
Individuale
A squadre
- Oro nel fioretto a Los Angeles 1984

Mondiali
Individuale
- Bronzo nel fioretto a Clermont-Ferrand 1981

A squadre
- Oro nel fioretto a Sofia 1986
- Argento nel fioretto a Clermont-Ferrand 1981
- Bronzo nel fioretto a Roma 1982

Europei
Individuale
- Argento nel fioretto a Foggia 1981
- Bronzo nel fioretto a Lisbona 1983

A squadre
Universiadi
Individuale
A squadre
- Oro nel fioretto ad Bucarest 1981
- Oro nel fioretto a Edmonton 1983
- Argento nel fioretto a Città del Messico 1979
- Bronzo nel fioretto a Zagabria 1987

Campionati italiani
Individuale
- Oro nel fioretto a Napoli 1980

A squadre